# Chauffourt
Chauffourt ist eine französische Gemeinde mit 181 Einwohnern (Stand 1. Januar 2022) im Département Haute-Marne in der Region Grand Est; sie gehört zum Arrondissement Langres.

## Geografie
Chauffourt liegt am Flüsschen Traire, rund 16 Kilometer nordöstlich der Stadt Langres im Süden der Landschaft Bassigny.

## Geschichte
Die Mechanisierung der Landwirtschaft führte zu einer starken Abwanderung im späten 19. Jahrhundert und im 20. Jahrhundert. Chauffourt war historisch Teil der Baillage de Chaumont innerhalb der Provinz Champagne. Der Ort gehörte von 1793 bis 1801 zum District Langres. Zudem von 1793 bis 1801 zum Kanton Neuilly l’Evêque und von 1801 bis 2015 zum Kanton Montigny (Name ab 1974: Kanton Val-de-Meuse).

## Bevölkerungsentwicklung
| Jahr                       | 1962 | 1968 | 1975 | 1982 | 1990 | 1999 | 2006 | 2012 | 2019 |
| Einwohner                  | 248  | 248  | 223  | 234  | 229  | 205  | 212  | 201  | 189  |
| Quellen: Cassini und INSEE |      |      |      |      |      |      |      |      |      |

## Sehenswürdigkeiten
- Dorfkirche Saint Julien aus den Jahren 1833 und 1892[1]
- Kalvarienberg auf einem Hügel westlich des Dorfs
- Fort Dampierre, teilweise auf dem Gebiet der Gemeinde Chauffourt